# Sventorps distrikt
Sventorps distrikt är ett distrikt i Skövde kommun och Västra Götalands län. 
Distriktet ligger öster om Skövde. 

## Tidigare administrativ tillhörighet
Distriktet inrättades 2016 och utgörs av socknen Sventorp i Skövde kommun.
Området motsvarar den omfattning Sventorps församling hade vid årsskiftet 1999/2000.